# Behnke
Behnke ist ein Familienname, der sich von Behn, der niederdeutschen Kurzform des Vornamens Bernhard, ableitet.

## Namensträger
- Carola Behnke (* 1962), deutsche Laiendarstellerin
- Christa Behnke, deutsche Akkordeonistin und Komponistin
- Cornelia Spiegel-Behnke (* 1971), deutsche Geowissenschaftlerin
- Dorothea Kliche-Behnke (* 1981), deutsche Politikerin (SPD)
- Erich Behnke (1893–1977), deutscher Politiker (KPD/SED) und Journalist
- Frank Behnke (Filmtonmeister) (* 1955), deutscher Musiker, Sprecher und Filmemacher
- Frank Behnke (Regisseur) (* 1962), deutscher Regisseur und Dramaturg
- Frank Behnke (Schauspieler) (* 1962), deutscher Schauspieler
- Fritz Behnke (1888–1932), deutscher Maler, Grafiker und Textilkünstler
- Gunther Behnke (* 1963), deutscher Basketballspieler
- Heinrich Behnke (1898–1979), deutscher Mathematiker
- Heinz-Dietmar Behnke (* 1937), deutscher Biologe
- Joachim Behnke (* 1962), deutscher Politikwissenschaftler
- Julia Behnke (* 1993), deutsche Handballspielerin
- Kathleen Behnke (* 1965), deutsche Politikerin (Bündnis 90/Die Grünen)
- Kerstin Behnke (* 1969), deutsche Dirigentin
- Klaus Behnke (1950–2015), deutscher Psychologe und Autor
- Klaus P. Behnke (* 1952), deutscher Verwaltungsjurist
- Kurt Behnke (1899–1964), deutscher Verwaltungsjurist, 1953–1964 Präsident des Bundesdisziplinarhofes
- Martin Behnke (* 1978), deutscher Drehbuchautor
- Nathalie Behnke (* 1973), deutsche Politikwissenschaftlerin
- Otto Friedrich Behnke, deutscher Gastronom, Gründer der Schiffsbegrüßungsanlage Willkomm-Höft
- Robert J. Behnke (1929–2013), US-amerikanischer Fischereibiologe
- Silvia Behnke (* vor 1981), deutsche Balletttänzerin
- Simone Behnke (* 1967), deutsche Schriftstellerin
- Till Behnke (* 1979), deutscher Unternehmer und Rugby-Nationalspieler
- Wilhelm Behnke (1914–1979), deutscher Politiker (KPD, SED), MdV